# Codo (Espagne)
Pour les articles homonymes, voir Codo.
Codo est une commune d’Espagne, dans la province de Saragosse, communauté autonome d'Aragon comarque de Campo de Belchite.